# Irmandinische Revolte

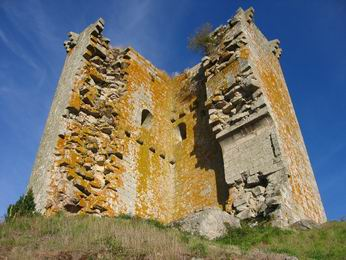
Castell Sandiás. 1467 von den Irmandiños zerstörter ehemaliger Adelssitz in Galicien

Irmandinische Revolte (galicisch: Revolta Irmandiña, spanisch: Revuelta Irmandiña oder Revuelta Hermandina) ist der Sammelbegriff für mehrere Aufstände der Bauern und des Kleinadels im Galicien des 15. Jahrhunderts. Ihr Name leitet sich vom galicischen Wort Irmandade (Bruderschaft) als Organisationsform der Aufständischen ab. Die Beteiligten wurden auch Irmandiños genannt. Weiterhin gibt es die Bezeichnung Movimiento Irmandiño (irmandinische Bewegung). Die Irmandinische Revolte ist dem deutschen Bauernkrieg vergleichbar.

## Ausgangslage
Im 14. Jahrhundert bekriegten sich Peter der Grausame und Heinrich von Trastamara im Streit um den kastilischen Thron. Nach dem Sieg Heinrichs trat mit seinen Parteigängern ein neuer, gewalttätiger Adel in Galicien auf, der die bestehenden Institutionen angriff, Klöster, Bischöfe, Bürger und Bauern attackierte und sie ihrer Besitztümer beraubte. Beispiele dieses neuen Adels waren die Osorios in Lemos und Sarria, die Andrades in Pontedeume, die Sarmientos, Ulloas, Sotomaiores. Das 15. Jahrhundert wurde durch diese Auseinandersetzungen zur konfliktreichsten Epoche der galicischen Geschichte. In diese Zeit permanenter sozialer Unruhen fallen zwei Ereignisse von weitreichender Bedeutung: Die Irmandinischen Kriege.
Die Feinde der Irmandiños waren Adlige, Burgbesitzer, die Beauftragten der Kirchen und großen Klöster, bevorzugte Zielscheibe waren die Familien Andrade, Lemos und Moscoso. Während der zwei irmandinischen Kriege zerstörten die Irmandiños ungefähr 130 Burgen, Festungen und Herrenhäuser, sie griffen jedoch keine Kirchen und Kirchenvertreter an.
Die Entwicklung des Movimiento Irmandiño wurde durch das möglich, was Carlos Barros „mentalidad justiciera y antiseñorial“ – den gerechtigkeitsliebenden und antiherrschaftlichen Geist – der mittelalterlichen galicischen Bevölkerung nennt: man lehnte die Ungerechtigkeiten der Herrschenden ab und nannte sie „malhechores“ – Missetäter.

## Irmandade Fusquenlla
Der erste Aufstand begann 1431 und wurde wegen der Hauptangriffszeit „Irmandade Fusquenlla“ (etwa Bruderschaft der Dämmerung) genannt. Er brach auf den Besitzungen des Nuño Freire de Andrade aus, der bei der Bevölkerung „o Mao“ (der Böse, der Schlechte) hieß, und war die Reaktion auf die extreme Härte, mit denen er seine Bauern behandelte. Über die Kreise Pontedeume und Betanzos breitete sich die Erhebung schnell auf die Bistümer Lugo und Mondoñedo und selbst auf Santiago de Compostela aus. Roi Xordo, Hidalgo aus A Coruña, führte die Truppen der „Irmandade Fusquenlla“. Unter seiner Führung eroberten die Irmandiños das Castelo de Moeche, Fluchtort des Nuño Freire de Andrade, sowie weitere Burgen in Pontedeume, Monforte und Santiago. Die Irmandade Fusquenlla wurde 1437 niedergeschlagen, Roi Xordo starb während der Kämpfe in Pontedeume.

## Großer Irmandinischer Krieg
Der Große Irmandinische Krieg dauerte von 1467 bis 1469. Die Beteiligung großer Bevölkerungsgruppen machte diesen Krieg zum Bürgerkrieg, vorausgegangen waren Jahre andauernder Missernten und der Pest. Die Vorbereitung für die Aufstellung einer Irmandade Xeral (Allgemeine Bruderschaft, Volksrat) trieb Alonso de Lanzós in den Jahren davor mit Unterstützung verschiedener Stadträte (A Coruña, Betanzos, Ferrol, Lugo) voran.
Die Truppen der Irmandiños umfassten nach Zeitzeugen über 80.000 Kämpfer. An der Organisation und Führung beteiligten sich Bauern, Bürger, niederer Adel und selbst Teile des Klerus (ökonomische Unterstützung durch Teile der Kirche). Die Führungsspitze setzte sich aus niederem Adel zusammen. Pedro de Osorio agierte in Zentralgalicien, speziell in der Zone um Santiago de Compostela, Alonso Lanzós führte die Erhebung in Nordgalicien, Diego de Lemos im Süden Lugos und Norden Ourenses.
Nach dem ersten Ansturm der Irmandiños flüchtete der Adel nach Portugal und Kastilien. 1469 organisierte Pedro Madruga von Portugal aus den Gegenangriff der Feudalherren. Er konnte dabei auf große Unterstützung durch andere Adelsfamilien sowie auf die Truppen des Erzbischofs von Santiago zählen. Die Truppen der Feudalherren waren besser ausgerüstet, unter anderem mit damals hochmodernen Arkebusen. Sie besiegten die Irmandiños und arrestierten und exekutierten ihre Führer. Dieser Sieg wurde durch die Unterstützung des kastilischen und des portugiesischen Königs möglich und durch die Teilung der irmandinischen Truppen begünstigt.
Der galicische Adel verwickelte sich nach dem Sieg in dynastischen Streit und leistete damit seinem endgültigen Verschwinden von galicischem Territorium Vorschub.